# Линдпере, Йоэль
Йоэль Линдпере (эст. Joel Lindpere; 5 октября 1981, Таллин, Эстонская ССР, СССР) — эстонский футболист, полузащитник. Часто использовался на левом фланге, сам предпочитал играть в центре полузащиты.

## Карьера

### В клубах
С 15 лет начал играть за команду Третьей лиги Эстонии «Нымме Калью», где за один сезон провёл 7 встреч и забил 14 голов. Два следующих сезона он провёл на том же уровне, выступая за «Лелле». С сезона 2000 года Линдпере был игроком «Флоры» — одного из грандов эстонского футбола. С «Флорой» он дважды становился чемпионом Эстонии (2002, 2003). В конце сезона 2001 года и начале сезона 2002 года Йоэль был в аренде у клуба Эсилииги «Валга», а в сезоне 2004/05 он был арендован софийским ЦСКА, с которым стал чемпионом Болгарии.
6 сентября 2006 года после поражения в 1/16 финала Кубка Эстонии от «Левадии» Линдпере напал на резервного арбитра той встречи с нецензурной бранью, после чего КДК ЭФА дисквалифицировала его до 15 октября, а руководство «Флоры» заявило о нежелании продолжать сотрудничество с футболистом.
Зимой 2007 года Линдпере был на просмотре у таких норвежских клубов, как «Бранн», «Фредрикстад» и «Хамаркамератене», а также был близок переходу в «Панетоликос» — клуб Гамма Этники (третья по силе лига Греции), но в итоге оказался в норвежском «Тромсё». Единственным достижением с этим клубом для Йоэля стало третье место в чемпионате Норвегии 2008 года.

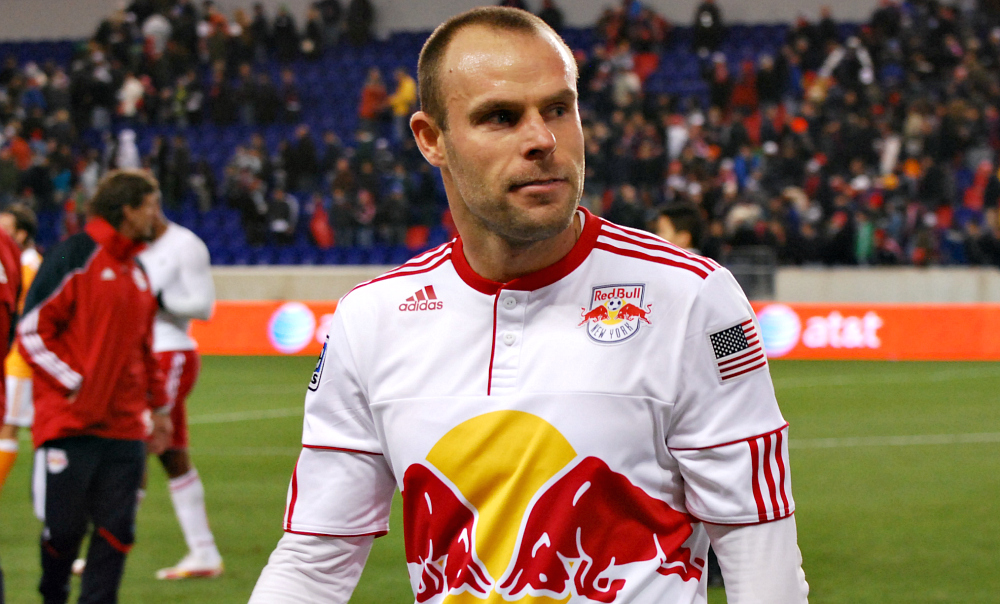
Линдпере в составе «Нью-Йорк Ред Буллз»

Зимой 2010 года, когда у Линдпере закончился контракт с норвежским клубом, он пробовался в клубах-новичках Российской Премьер-Лиги «Анжи» и «Сибири», а также в клубе Второй немецкой Бундеслиги «Ганза», однако в итоге 26 января подписал двухлетний контракт с клубом MLS «Нью-Йорк Ред Буллз». Поначалу играя в центре защиты, Йоэль был вынужден перейти на позицию левого полузащитника после того, как в клуб пришли Тьерри Анри и Рафааэль Маркес. В сезоне 2010 года клуб остановился на стадии четвертьфинала плей-офф, где по сумме двух матчей были биты «Сан-Хосе Эртквейкс» (1:0, 1:3), причём в первом матче единственный гол забил Линдпере.
4 января 2013 года перешёл в «Чикаго Файр». В начале 2015 года вернулся на родину, где подписал контракт с эстонским футбольным клубом «Нымме Калью». 21 марта впервые вышел на поле в составе таллинской команды.

### В сборной
Линдпере выступал за юношескую и молодёжную сборные Эстонии. В основной сборной страны дебютировал 1 ноября 1999 года в Абу-Даби в товарищеском матче со сборной ОАЭ, заменив после перерыва Андреса Опера. 1 июня 2016 года состоялся прощальный матч футболиста, в котором он сыграет за сборную Эстонии против сборной по футболы Андорры.

## Спортивный директор ФК «Калев»
С января 2017 года стал спортивным директором таллинского футбольного клуба «Калев»

## Статистика выступлений

### Международная статистика
По состоянию на 30 марта 2016 года
| Сборная         | Сезон | Матчи | Голы |
| --------------- | ----- | ----- | ---- |
| Сборная Эстонии |       |       |      |
| 1999            | 2     | 0     |      |
| 2002            | 6     | 0     |      |
| 2003            | 12    | 0     |      |
| 2004            | 14    | 3     |      |
| 2005            | 7     | 1     |      |
| 2006            | 4     | 0     |      |
| 2007            | 12    | 1     |      |
| 2008            | 8     | 0     |      |
| 2009            | 9     | 0     |      |
| 2011            | 1     | 0     |      |
| 2012            | 8     | 0     |      |
| 2013            | 8     | 2     |      |
| 2014            | 6     | 0     |      |
| 2015            | 8     | 0     |      |
| 2016            | -     | -     |      |
| Итого           | Итого | 106   | 7    |

| Голы Йоэля Линдпере за сборную Эстонии | Голы Йоэля Линдпере за сборную Эстонии | Голы Йоэля Линдпере за сборную Эстонии | Голы Йоэля Линдпере за сборную Эстонии | Голы Йоэля Линдпере за сборную Эстонии | Голы Йоэля Линдпере за сборную Эстонии |
| -------------------------------------- | -------------------------------------- | -------------------------------------- | -------------------------------------- | -------------------------------------- | -------------------------------------- |
| №                                      | Дата                                   | Соперник                               | Счёт                                   | Голы Линдпере                          | Соревнование                           |
| 1                                      | 18 февраля 2004 года                   | Молдова                                | 1 : 0                                  | 1                                      | Турнир на Мальте 2004                  |
| 2                                      | 30 мая 2004 года                       | Дания                                  | 2 : 2                                  | 1                                      | Товарищеский матч                      |
| 3                                      | 18 августа 2004 года                   | Лихтенштейн                            | 2 : 1                                  | 1                                      | Отборочный турнир ЧМ 2006              |
| 4                                      | 12 ноября 2005 года                    | Финляндия                              | 2 : 2                                  | 1                                      | Товарищеский матч                      |
| 5                                      | 17 ноября 2007 года                    | Андорра                                | 2 : 0                                  | 1                                      | Отборочный турнир ЧЕ 2008              |
| 6                                      | 26 марта 2013 года                     | Андорра                                | 2 : 0                                  | 1                                      | Отборочный турнир ЧМ 2014              |
| 7                                      | 15 ноября 2013 года                    | Азербайджан                            | 2 : 1                                  | 1                                      | Товарищеский матч                      |

## Достижения

### Командные
Флора
- Чемпион Эстонии (2): 2002, 2003
  - Второе место: 2000
  - Третье место: 2004, 2006
- Обладатель Суперкубка Эстонии (3): 2002, 2003, 2004
- Финалист Кубка Эстонии: 2000/01, 2002/03, 2005/06

 Нымме Калью
- Бронзовый призёр чемпионата Эстонии (1): 2015

 ЦСКА (София)
- Чемпион Болгарии (1): 2004/05
- Финалист Кубка Болгарии: 2004/05

 Тромсё
- Чемпионат Норвегии:
  - Третье место: 2008

 Нью-Йорк Ред Буллз
- Обладатель Emirates Cup (1): 2011

### Личные
MLS
- Самый ценный игрок клуба «Нью-Йорк Ред Буллз» в 2010 году[16]
- Сборная всех звёзд MLS: 2010[17], 2011[18]
- Игрок недели: сезон MLS 2011, неделя 16[19]